# Addicted to Love
Addicted to Love (bra A Lente do Amor; prt Viciados no Amor) é um filme estadunidense de 1997, uma comédia romântica dirigida por Griffin Dunne e estrelada por Meg Ryan, Matthew Broderick, Tchéky Karyo, e Kelly Preston. 
O título do filme faz referência à canção homônima gravada por Robert Palmer.

## Sinopse
A bela Maggie vai para Nova Iorque a trabalho mesmo sabendo que Sam, seu namorado, não aprova muito. Com saudades, Sam resolve visitá-la em Nova Iorque e acaba descobrindo que ela está namorando um francês violento e neurótico. Sam, então, aluga um apartamento num prédio exatamente em frente ao do casal e começa a espreitá-la.

## Resposta da crítica
O filme recebeu críticas mistas. Crítico de cinema Chicago Sun-Times, Roger Ebert qualificou-o como imaturo, implausível e imbecil, mas ainda deu duas estrelas de um total possível de quatro.

## Recepção
O filme só conseguiu arrecadar US$ 34,6 milhões brutos de bilheteria, vários milhões a menos do que a média dos filmes de Ryan ou de Broderick.